# Kawasaki EL 250 Eliminator

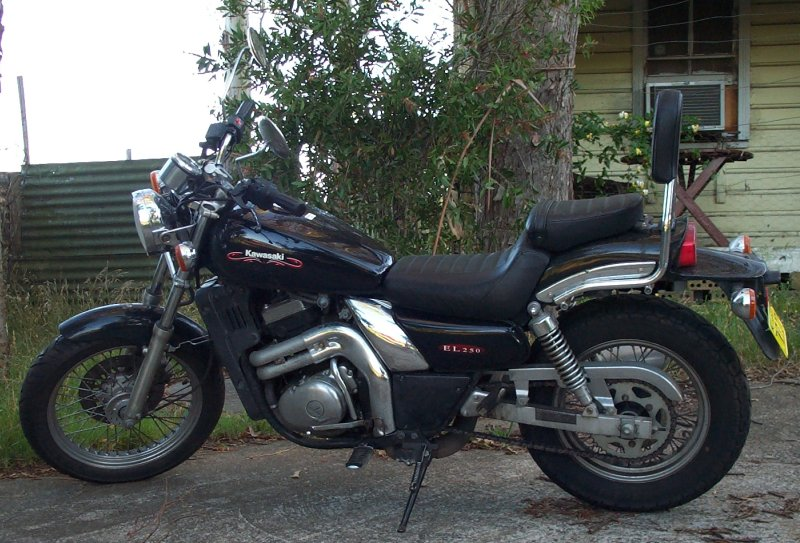
Kawasaki EL 250 Eliminator

Kawasaki EL 250 Eliminator je cruiser s řadovým čtyřdobým dvouválcovým motorem. Byl vyráběný v letech 1988–1997 japonskou firmou Kawasaki. 

## Řada Eliminator
Větší modely jsou řadové čtyřválce ZL 400 vyráběný pro japonský trh, a ZL 600 a ZL 900, resp. ZL 1000. Řadové čtyřválce jsou vybaveny sekundárním převodem kardanem. Menší model je vzduchem chlazený čtyřdobý jednoválec Kawasaki EL 125 Eliminator, který je možno řídit od 16 let. Ten má stejně jako Kawasaki EL 250 sekundární převod řetězem.

## Technické parametry pro ročník 1991
- Značka: Kawasaki
- Model: EL 250
- Rok: 1991
- Rozměry
  - Délka:
  - Šířka:
  - Rozvor: 1490 mm
  - Výška sedla: 690 mm
- Pohotovostní hmnotnost: 159 kg
- Motor
  - Obsah válců: 249cm³
  - Typ motoru: kapalinou chlazený, čtyřdobý dvouválec, DOHC
  - Vrtání x zdvih: 62x41,2 mm
  - Kompresní poměr: 12,4:1
  - Příprava směsi:
  - Startér: elektrický
  - Max. výkon: 19,7 kW|27 HP /11800 ot/min
  - Max. kroutící moment: 23,5 Nm/10000 ot.
- Převodovka
  - Počet převodových stupňů: 6
  - Sekundární převod: řetěz
- Pneumatiky a brzdy
  - Rozměr přední pneumatiky: 100/90 R17
  - Rozměr zadní pneumatiky: 140/90 R15
  - Přední brzda: jednokotoučová
  - Zadní brzda: bubnová
- Rám: ocelový trubkový
- Objem palivové nádrže 11 litrů
- Max. rychlost: 135 km/h